# Dimitris Liolios
Dimitris Liolios, grekisk skådespelare.

## Roller (i urval)
- (2004) - Babalou TV-serie
- (2001) - Hardcore